# Amtsgericht Frankenhausen
Das Amtsgericht Frankenhausen war ein Schwarzhausen-Rudolstädter und später thüringisches Amtsgericht mit Sitz in Frankenhausen.
Das Amtsgericht Frankenhausen wurde im Rahmen der Umsetzung der Reichsjustizgesetze 1879 gebildet. Es war der Nachfolger des Justizamtes Frankenhausen, das seit 1850 Eingangsgericht gewesen war. Es war dem Landgericht Rudolstadt und dieses dem Oberlandesgericht Jena nachgeordnet.
Mit der Bildung des Landes Thüringen wurde die Gerichtsorganisation umgebaut. Das Amtsgericht Frankenhausen blieb jedoch 1923 als thüringisches Amtsgericht bestehen. Im Jahre 1949 wurde es aufgelöst und sein Gerichtssprengel dem des  Amtsgerichtes Sondershausen zugeordnet.
Die Akten des Gerichtes sind beim Thüringischen Staatsarchiv Rudolstadt archiviert.